# デイヴィッド・S・ミラー
デイヴィッド・スティーヴン・ミラー(David Stephen Miller、1974年11月26日生まれ)は、Linuxカーネル開発に携わる、アメリカ合衆国のソフトウェア開発者である。彼は、ネットワークコードとSPARCアーキテクチャへの移植に関する主要なメンテナの一人であり、その他の開発にも関わっている。彼は、GNUコンパイラコレクション(GNU Compiler Collection; GCC)の運営委員会(steering committee、ステアリング・コミッティー)の委員でもある。

## 業績・業務
2010年の時点で、カーネル開発者の中で、ミラーはコードの変更の数では上から10番以内に位置し、コードのコミット数では2005年までで2987を数える。
彼は、以前、ラッガーズ大学の高度情報処理センター(Center for Advanced Information Processing)、Cobalt Microserver社で勤務していた。1999年からレッドハットに勤めている。

### SPARCへの移植
ミラーは1996年、ミゲル・デ・イカザ(Miguel de Icaza)と共に、Linuxカーネルをサン・マイクロシステムズ・SPARCへ移植した。彼はUltraSPARC T1を含む64ビットUltraSPARCマシンへのLinuxの移植も2006年初頭に完了した。のちに、T2とT2+に対しても移植を完了している。 2010年、ミラーは引き続き、32ビット・64ビット双方のSPARC移植版を管理している。
2008年4月、ミラーは、Googleがゼロから書き上げたGNUリンカの再実装、goldをSPARCへ移植することに貢献した。

### Linuxのネットワーク
ミラーはLinux TCP/IPスタックにおけるメンテナの一人である。彼は、高負荷環境におけるネットワーク・パフォーマンスの改善において、重要な役割を果たしている。また、彼はLinuxカーネルに含まれる多数のNICドライバの作成ならびに改善に対する貢献を行っている。

## 講演
彼は、2000年のOttawa Linux Symposiumの基調講演、更に、2006年1月のダニーデンで開催されたlinux.conf.auでの基調講演を行っている。
彼は、2009年7月のNew York Linux Users Group(ニューヨークLinuxユーザー・グループ)での会合で、"Multiqueue Networking Developments in the Linux Kernel"(「Linuxカーネルにおける、マルチ・キュー・ネットワーキングの開発」)という講演を行った。